# Utopisme tecnològic

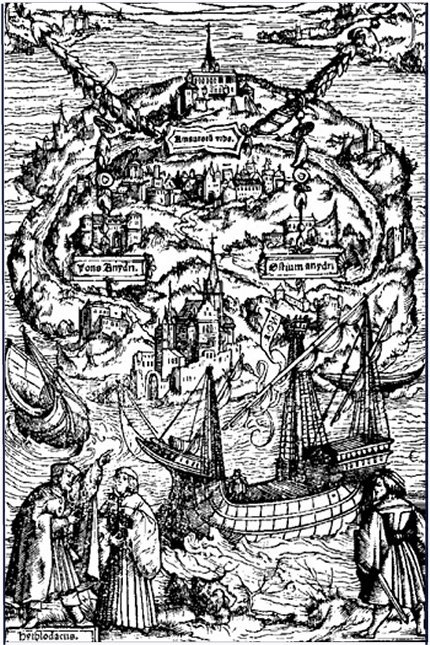
Portada de la Utopia de More (xilografia de 1518)

Utopisme tecnològic (també conegut com a tecno-utopisme o tecnoutopisme) es refereix a qualsevol ideologia basada en la creença que els avanços en ciència i tecnologia conduiran a una utopia, o almenys ajudaran a complir d'algun ideal utòpic.

## Història

### Utopisme tecnològic alseglexix
Karl Marx considerava que la ciència i la democràcia eren les mans dreta i esquerra del que el cridava el moviment del regne de la necessitat al regne de la llibertat. Deia que els avanços en ciència, ajudaven a deslegitimar el govern dels reis i el poder de l'Església Cristiana, i unes altres teocràcias.
Marx i Engels van preveure més dolor i conflicte, però van concordar amb la inevitable fi. Els marxistes argüien que l'avanç de la tecnologia estendria les bases no només per a la creació d'una nova societat, amb diferents relacions de propietat, sinó també per a l'emergència de nous éssers humans reconciliats amb la naturalesa i amb si mateixos. A la part alta de l'agenda pels proletaris apoderats estava ?incrementar les forces productives totals tan ràpidament com fos possible?. L'esquerra del segle xix i principis del XX, des dels socialdemòcrates als comunistes, estava enfocada en la industrialització, el desenvolupament econòmic i la promoció de la raó, la ciència i la idea del progrés.
No obstant això ha de fer-se notar que va haver-hi tendències del moviment socialista que van ser algunes vegades més retrògrades, i que van ser més escèptiques o fins i tot hostils al progrés tecnològic. (Veure elements com: el moviment ludista, John Ruskin, el moviment Arts and Crafts, algunes sectors anarquistes, i alguns tipus de socialistes cristians. Aquests elements tendien a donar veu als treballadors afectats per la tecnologia que eliminava els seus treballs, petits artesans, certs sectors de la classe mitjana, alguns elements rurals, i uns altres a qui la seva posició de classe se sustentava més en una societat pre-industrial.)
Ha de notar-se que l'entusiasme per la tecnologia no estava enterament confinat a l'esquerra en aquest període. Estaments de pensadors capitalistes i pro-capitalistes aplaudien el desenvolupament capitalista de les forces productives, i defensaven cada notícia, projecte profitós com un altre pas avanci del "progrés".
Tant ascendent va tenir la ciència i el progrés social com la promoció de l'eugenèsia. Participant tant en els estudis familiars en eugenèsia com en els de Jukes i Kallikak, la ciència havia provat que molts trets tals com la criminalitat i l'alcoholisme eren hereditaris, i molts advocaven per l'esterilització dels qui mostressin trets negatius. Van ser implementats programes d'esterilització forçosa en diversos estats als Estats Units.
Després d'Auschwitz, l'optimisme de la visió positivista va cedir davant concepcions més pessimistes de la ciència. L'holocaust, com Theodor Adorn va subratllar, va semblar fer miques l'ideal de Condorcet i altres pensadors de la Il·lustració, els qui comunament identificaven el progrés científic amb el progrés social.

### Utopisme tecnològic als Estats Units de finals del segle XX
Un moviment de tecno-utopisme va començar a florir una altra vegada en la cultura punt com dels anys 1990, particularment en la Costa Oest dels Estats Units, especialment entorn de Silicon Valley. La ideologia californiana va ser una col·lecció de creences combinant actituds bohèmies i anti-autoritàries de les contracultures dels 1960 amb tecno-utopisme i respatller per polítiques econòmiques liberals. Això es va reflectir, va documentar, i fins i tot activament va promoure a les pàgines de la revista Wired, la qual va ser fundada en San Francisco en 1993 i va servir durant diversos anys com la "bíblia" dels seus adherents.
Aquesta forma de tecno-utopisme reflectia la creença que el canvi tecnològic revolucionaria els assumptes humans, i que la tecnologia digital en particular - de la qual Internet no seria sinó un modest precursor - incrementaria la llibertat personal, alliberant a l'individu de la rígida abraçada del gran govern burocràtic. Els "treballadors acte-apoderats de coneixement" presentarien a les jerarquies tradicionals com a redundants; les comunicacions digitals els permetria a ells escapar de la ciutat moderna, un "obsolet romanent de l'era industrial".
Els seus adherents reclamen transcendir les convencionals distincions "dreta/esquerra" en la política tornar obsoleta a la política. No obstant això, aquest tecno-utopisme atreu desproporcionadament adherents de l'extrem de l'espectre polític del llibertarisme. Per tant, als tecno-utòpics freqüentment els desagrada les regulacions governamentals i creuen en la superioritat del mercat lliure. Prominents "oracles" del tecno-utopisme inclouen a George Gilder i Kevin Kelly, un editor de Wired qui ha publicat també diversos llibres.
Finalitzant el boom de les punt com dels anys 1990, quan la bombolla especulativa va ocasionar les proclames que una era de "prosperitat permanent" havia arribat, el tecno-utopisme va florir, típicament entre el petit percentatge de la població que eren emprats d'Internet startups i/o propietaris de grans quantitats d'estocs d'alta tecnologia. Amb la subsegüent fallida, moltes d'aquestes tecno-utopies punt com van haver de controlar algunes de les seves creences a la vista d'una clara tornada a la realitat de l'economia tradicional.
A la fi dels anys 1990 i especialment durant la dècada dels 2000, el tecno-realisme i el tecno-progressisme són postures que han augmentat entre els evocadors del canvi tecnològic com a alternatives crítiques al tecno-utopismo de les punt com.

## Principis
Bernard Gendron, un professor de filosofia de la Universitat de Wisconsin-Milwaukee, defineix els quatre principis de l'utopismo tecnològic modern com segueixen:
1. Actualment estem sofrint una revolució (postindustrial) en tecnologia;
2. En l'era postindustrial, el creixement tecnològic serà sostingut (com a mínim);
3. En l'era postindustrial, el creixement tecnològic conduirà per fi de l'escassetat econòmica;
4. L'eliminació de l'escassetat econòmica portarà a l'eliminació de tots els majors mals socials.

## Crítiques
Els crítics clamen que la identificació del progrés social amb el progrés científic és una forma de positivisme i cientifisme. Els crítics del modern termotropisme liberal postil·len que tendeix a enfocar-se en la "interferència governamental" mentre rebutgen els efectes positius de la regulació dels negocis. També apunten que té poc a dir davant l'impacte ambiental de la tecnologia i que les seves idees tenen poca rellevància per a gran part del món que està encara empobrit.